# No Self Control
No Self Control è un singolo del musicista inglese Peter Gabriel, pubblicato nel 1980 ed estratto dall'album Peter Gabriel.

## Tracce
1. No Self Control - 3:47
2. Lead a Normal Life - 4:10

## Formazione
- Peter Gabriel – voce
- Kate Bush – cori
- David Rhodes – chitarra
- Robert Fripp – chitarra
- John Giblin – basso
- Larry Fast – sintetizzatore
- Phil Collins – batteria
- Morris Pert – percussioni